# Giulia Gorlero
Giulia Gorlero (Impéria, 26 de setembro de 1990) é uma jogadora de polo aquático italiana, medalhista olímpica.

## Carreira
Gorlero disputou duas edições de Jogos Olímpicos pela Itália: 2012 e 2016. Seu melhor resultado foi a medalha de prata nos Jogos do Rio de Janeiro.